# François du Four
Franciscus (François) Anna Ludovicus Josephus, baron du Four, né le 5 juin 1871 à Turnhout et y décédé le 7 janvier 1945 fut un homme politique belge du parti catholique.
Le nom original Dufour devint en 1910 Du Four après un prononcé du tribunal de première instance de Turnhout et en 1911 du Four par l'anoblissement de la famille.
Du Four fut ingénieur industriel et civil (Université catholique de Louvain, 1889). Il fut administrateur-délégué des établissements Brepols (1911-1944).
Il fut élu conseiller communal de Turnhout (1904-32), échevin (1904-19) et bourgmestre ff. (1914-19) et titulaire (1919-32); sénateur de l'arrondissement de Malines-Turnhout (1919-36).
Il bénéficia d'une concession de noblesse héréditaire (écuyer) en 1911 et du titre de baron transmissible par ordre de primogéniture masculine en 1929, par le Roi Albert Ier. Il a également reçu les distinctions honorifiques suivantes : chevalier de l'ordre de la Couronne (1911); Croix civique Or 1re classe (1929); chevalier (1921), puis officier (1929) et commandeur (1936) de l'ordre de Léopold; Médaille commémorative de la guerre 1914-18; Commandeur (avec plaque) de l'ordre de Saint-Grégoire-le-Grand.

## Généalogie
- Il fut fils de Arthur (1838-1887)  et Josephina Dessauer (1840-1904, originaire d'Aschaffenbourg* (Basse Franconie, Bavière, Allemagne)).
- Il épousa en 1899 Germaine du Bois d'Aische (1879-1900), bref mariage sans enfants.
- Il épousa en 1902 Germaine Herry (1883-1961);
  - Ils eurent huit enfants: Josée (1904-1998), Jean (1905-1974), Yvonne (1907-2007), Marthe (1908-2000), Geneviève (1909-2006), Marie-Thérèse (1910-1994), Francine (1914-1987), Elisabeth (1918-2013).